# Cascade de Troggia
 (mai 2025).
Les Cascade de Troggia (en italien, Cascata della Troggia) sont un ensemble de trois chutes d’eau situé à Introbio, sur la montagne du lac de Côme en Lombardie.

## Description
La cascade de Troggia est connue depuis l'Antiquité et ses citations se trouvent même dans le Codex Atlanticus de Léonard de Vinci « Invalsasina infra Vimognio et Introbbio amandesstra entrando per la via di Leccho si trova la Trosa fiume che chade da un sasso altissimo e chadendo entra sotto terra elli finisscie il fiume ».
La Troggia est un torrent qui prend sa source dans le lac Sasso, traverse tout le Val Biandino et, juste au-dessus de la ville d'Introbio, forme une belle cascade avec une chute de 100 mètres.
Après la cascade, la Troggia rejoint le ruisseau Pioverna qui, après avoir traversé toute la Valsassina, gronde dans les gorges de l'Orrido di Bellano et se jette finalement dans le lac de Côme.